# Dům Cramer
Dům Cramer, alternativně také dům Cramerů nebo Crahmerů, je měšťanský dům na náměstí Krále Jiřího z Poděbrad v Chebu. Význam v dějinách města má především proto, že v něm roku 1619 přenocoval český král Fridrich Falcký, zvaný též Zimní král. Majitelé rodu Cramerové z Podhradu (dům vlastnili od roku 1531) byli spolu s Pachelbely iniciátory připojení města k luteránským stavům v Čechách, proto podporovali protestantského krále Fridricha. 
Původní dům se zřítil 25. března 1627, ale tehdejší majitel Andreas Cramer jej nechal znovu vystavět. Roku 1826 byl architektem V. Pröklem přestavěn. Získal tak klasicistním průčelím, stylově orientované na italskou renesanci a speciálně na palladiánskou architekturu. Dnes má stavba prosté průčelí s moderními vestavbami v přízemí a střídajícími se dřevěnými trojúhelníkovými štíty a rovnými okapovými lištami jako přístřešky nad okny v prvním patře.